# 加治屋百合子
加治屋 百合子（かじや ゆりこ、1984年6月25日 - ）は、日本のバレリーナ。

## 経歴
名古屋に生まれ、8歳から松本道子バレエ団で研鑽を積み、10歳で上海バレエ学校に留学する。2000年、ローザンヌ国際バレエコンクールで「ローザンヌ賞」を受賞、カナダ国立バレエ学校に入学する。
2001年にアメリカン・バレエ・シアター（ABT）の研修生になり、翌年コール・ド・バレエの一員として入団する。2007年7月5日、ソリストに昇格する。2011年のアメリカン・バレエ・シアター来日公演では、『ドン・キホーテ』で主演した。
2014年7月アメリカン・バレエ・シアターを退団し、ヒューストン・バレエにファーストソリストとして移籍。同年11月プリンシパルに昇格。

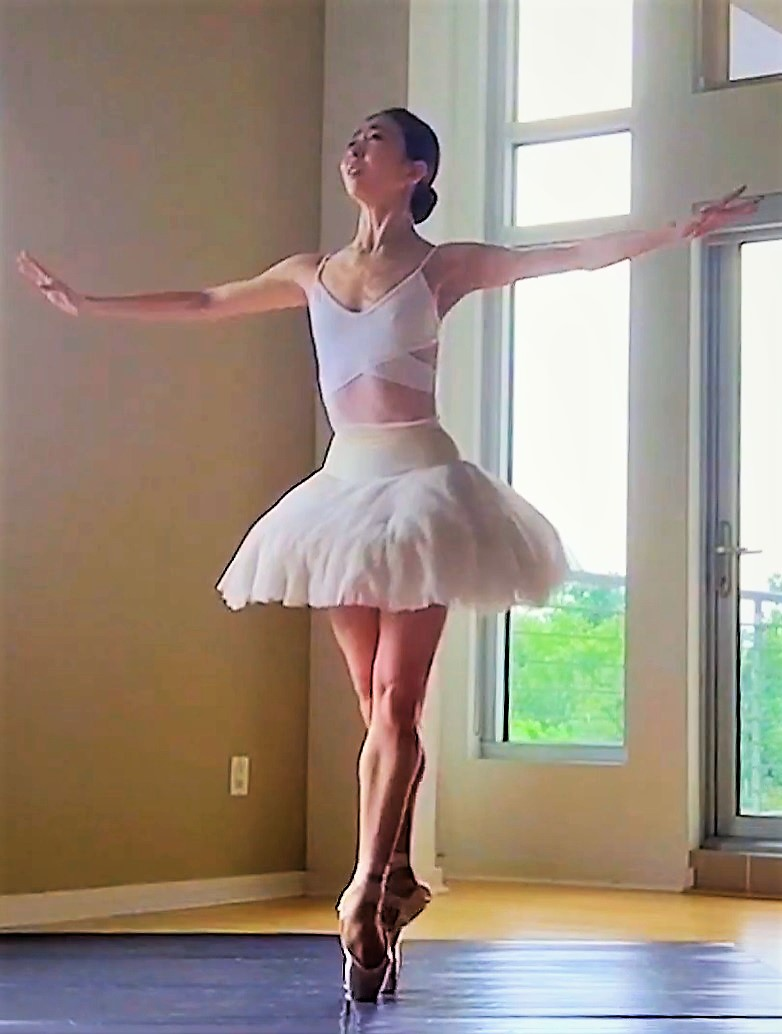
『瀕死の白鳥』を踊る加治屋百合子（2020年）

個人のマネジメントは株式会社BOSSA所属。

## 登場メディア
- Newsweek日本版 「世界が尊敬する日本人100人」2004年10月26日号
- 「ヴァンテーヌ」2006年3月11日発売 4月号
- 「Capezio Point Shoe Project」モデルダンサー2006年
- 「Angel Corella and the Men of American Ballet Theatre」カレンダー2007
- 「情熱大陸」（毎日放送）2007年3月10日放送分
- 「デヴィッド・ハワード センター・テクニック・レッスン」DVD 出演加治屋百合子
- 「婦人公論」2007年09月7日号
- 「めざましテレビ」2008年5月29日放送
- 「Mainichi Weekly」（毎日ウィークリー）2008年4月12日発売号
- 「よみタイム」N.Y Vol.112 2009年5月1日号[3]
- 「so You Think You Can Dance」FOX TV 2010年7月22日ゲスト出演
- 「ドリームアップ」（TBSテレビ）2011年5月
- 「おはよう日本」（NHK総合）2011年6月
- 「バレリーナ Yuriko（ユリコ）～輝きを舞う～」（NHK BSプレミアム）2011年9月3日

## 受賞歴
- 第5回桃李杯全国バレエコンクール（中国）：少年乙組（女）最優秀賞（1997年）
- 第3回名古屋国際バレエ・コンクール：ファイナリスト（1999年）
- ローザンヌ国際バレエコンクール：ローザンヌ賞（2000年）
- 第71回芸術選奨文部科学大臣賞（2021年）[4]